# Hannelore Solter
Hannelore Solter (* vor 1970) ist eine deutsche Hörspielregisseurin. Sie gehörte zu den produktivsten Regisseuren des Rundfunks der DDR, für den sie von 1968 bis 1990 tätig war.

## Hörspiele und Features
- 1970: Samuil Aljoschin: Der Diplomat
- 1973: Werner Gawande: Die Kuckucksuhr
- 1974: Michail Schatrow: Wetter für morgen
- 1974: Erich Schlossarek: Annette
- 1974: Friedbert Stöcker Rosa ohne Waffelmuster
- 1975: Linda Teßmer: Der Fall Tina Bergemann
- 1976: Pjotr Andrejew: Über meinen Freund
- 1978–1980: Brigitte Martin: Ermutigung. Feature-Trilogie[2]
- 1980: Ralph Knebel Linie 18 oder Das große Straßenbahnspiel
- 1989: Lia Pirskawetz Indianersommer oder Zum schönsten Flecken der Erde